# Mimillaena semiobscura
Mimillaena semiobscura là một loài bọ cánh cứng trong họ Cerambycidae.